# Caspar Neefe

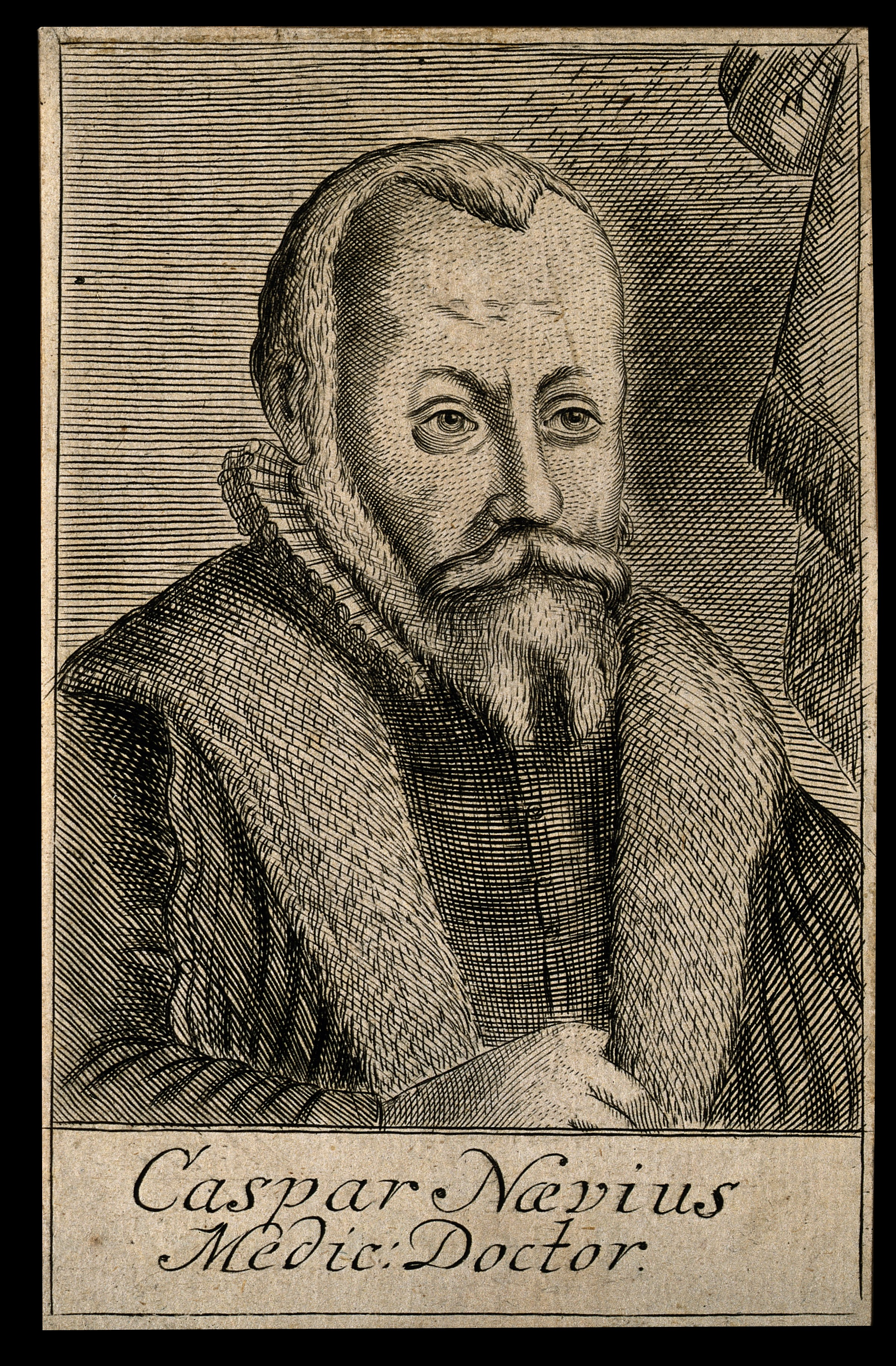
Kaspar Naeve

Caspar Neefe (* 10. April 1514 in Chemnitz; † 22. November 1579 in Leipzig), auch bekannt als Gasparus Nefius Kemnitzensis und Caspar Nephius, war ein deutscher Mediziner und Hochschullehrer.

## Frühes Leben und Bildung
Caspar Neefe wurde am 10. April 1514 in Chemnitz geboren. Er immatrikulierte sich im Wintersemester 1531 an der Universität Leipzig und schrieb sich am 21. Mai 1534 in Wittenberg ein. Am 11. August 1535 wurde Neefe von Philipp Melanchthon dem Regensburger Rat für eine Position an der dortigen Stadtschule empfohlen und im September 1537 zum Rektor des Regensburger Gymnasiums berufen. Nach seiner Rückkehr nach Sachsen graduierte er am 30. Dezember 1541 zum Magister und promovierte am 18. Januar 1548 an der Universität Bologna.

## Berufliche Laufbahn

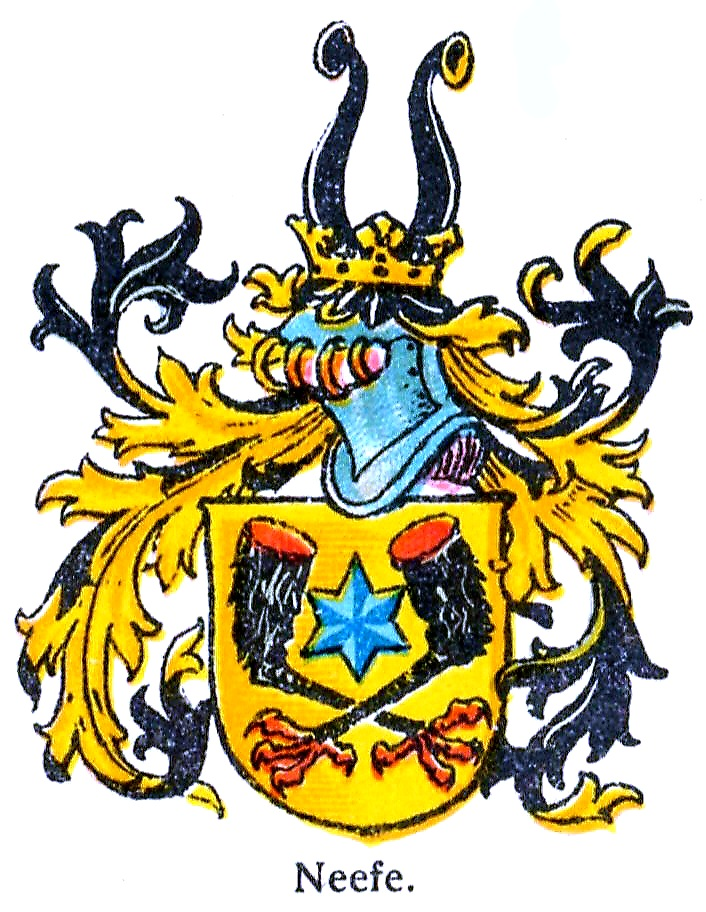
Wappen des 1559 geadelten Chemnitzer Patriziergeschlechts Neefe

1554 wurde Neefe zum Leibarzt des Kurfürsten August von Sachsen (1526–1586) berufen. Zudem diente Neefe als Dozent und später als Professor der Medizin an der Universität Leipzig. 1552 kaufte Neefe den Gasthof „Zum Goldenen Kreuz“ in Leipzig, obwohl er zu diesem Zeitpunkt noch kein städtisches Bürgerrecht besaß, welches normalerweise für den Kauf von Immobilien in der Stadt erforderlich war. Das Bürgerrecht erwarb er erst am 1. Mai 1568. Caspar und seine Brüder Paul, Jacob und Johann wurden am 20. Mai 1559 von Kaiser Ferdinand I. auf dem Reichstag zu Augsburg in den erblichen Adelsstand erhoben. In Chemnitz ist heute die Neefestraße nach dem Tuchmacher- und Patriziergeschlecht der Neefes benannt.

## Familie
Im Alter von 35 Jahren heiratete Neefe am 6. Mai 1549 in Leipzig Barbara Stromer, die Tochter des 1542 verstorbenen Leipziger Medizinprofessors Heinrich Stromer aus Auerbach in der Oberpfalz.

## Tod und Vermächtnis
Caspar Neefe verstarb am 22. November 1579 in Leipzig. Für ihn wurde eine ausführliche lateinische Grabinschrift verfasst. Er wurde drei Tage später in Chemnitz begraben.